# Адріан Валеріус
Адріан Валеріус, також Адріанус Валеріус (бл. 1575—1625) — нідерландський поет і композитор, відомий переважно своїми віршами, присвяченими селянському та міщанському побуту, а також віршами, присвяченими Війні за незалежність Нідерландів, зібраними у його великій праці Neder-landtsche gedenck-clanck.
У сучасній масовій культурі (нідерландській, німецькій та американській) відомий як автор релігійного гімну подяки, який у США виконується на День подяки, а в Німеччині та Нідерландах вживається навіть за межами релігійного контексту.

## Біографія
Валеріус народився приблизно в 1575 році в Мідделбурзі в родині нотаріуса французького походження Франсуа Валері. Його батько зробив досить успішну кар'єру нотаріуса та митника, а в 1592 році отримав посаду судового писаря Пітера ван Рейгерсберга, бургомістра (мера) міста Вере в провінції Зеландія.
Через шість років Адріан Валеріус був призначений контролером митної служби у м. Вере, почавши успішну кар'єру як бюргера та патриція свого міста. Одружившись у 1605 році з донькою бургомістра, він став управляти податковою службою, а пізніше був обраний до міської ради.

## Твори і вплив

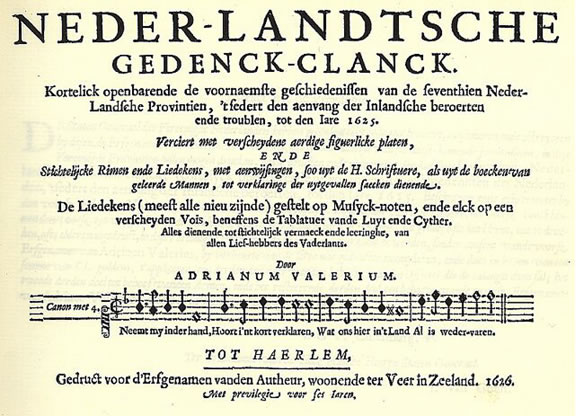
Adriaen Valerius, Neder-landtsche gedenck-clanck, видана в Гарлемі в 1626 році

Талановитий поет, Валеріус працював над великим збірником Zeeusche Nachtegael (Соловей Зеландії) разом із низкою інших поетів-колег. Твір був опублікований 1623 року.
Однак його основним твором є збірка народних віршів і мелодій про війну за незалежність Нідерландів (1555—1625) Neder-landtsche gedenck-clanck, яку він збирав і редагував протягом тридцяти років до своєї смерті в 1625 році. Посмертна збірка, опублікована його сином Франсуа в 1631 році, миттєво набула популярності. Твір, просякнутий протестантським моралізуванням і хіліастичними поглядами, був одночасно антикатолицьким і антиіспанським і вивчався в Зеландії як вдома, так і в Церкві як частина сімейного релігійного повчання. Збірка містила 76 пісень (у тому числі Wilhelmus, яка стала національним гімном Нідерландів). Пісні були надруковані нотним записом, що було незвичним для того часу (у багатьох подібних збірках просто вказували відомі мелодії, під які було слід співати друкований текст). Музичний супровід мали здійснювати чотириструнні цитри та семиструнні лютні; акомпанементи друкувалися табулатурою.
У творах Валеріуса помітне сильне відчуття голландської нації та ідентичності.
Німецький переклад його найвідомішої пісні Wilt heden nu treden (відомої англійською як We Gather Together): Wir treten zum Beten або Altniederländisches Dankgebet (староголландська подячна молитва) став потужним символом альянсу «Престол і вівтар» німецької цивільної релігії до 1918 року. У Сполучених Штатах його часто асоціюють із Днем подяки, і його часто співають під час сімейних трапез і релігійних служб у цей день; цю традицію започаткували голандські переселенці, які заснували місто Новий Амстердам, нині Нью-Йорк.